# Stavkirke de Reinli

La stavkirke de Reinli (en norvégien : Reinli stavkyrkje) est une stavkirke (« église en bois debout ») érigée à Reinli (aujourd'hui dans la commune de Sør-Aurdal - comté d'Oppland) au cours de la deuxième moitié du XIIIe siècle. 